# Jacques d'Adelswärd-Fersen
El barón Jacques d'Adelswärd-Fersen (París, Francia, 20 de febrero del año 1880- Capri, Italia, 5 de noviembre de 1923). Fue un aristócrata, autor, dandy y poeta francés. Su vida fue novelada por Roger Peyrefitte en 1959 en El exiliado de Capri (L'Exilé de Capri).

## Biografía

### Primeros años
Nacido como Jacques d'Adelswärd, estaba emparentado por parte paterna con Hans Axel de Fersen, un conde sueco que había tenido una relación con María Antonieta. D'Adelswärd tomó el nombre de Fersen más tarde como muestra de su admiración por el personaje.
No se conoce mucho acerca de su adolescencia y niñez. Peyrefitte, en la obra citada, menciona el nombre de su cuidador, el Conde Audouin de Dampierre, y señala vacaciones placenteras con su abuelo en Jersey. Durante unas vacaciones en ese lugar, parece que Jacques mantuvo relaciones íntimas con un desconocido alumno rubio del exclusivo Colegio Eton. En el volumen Chansons Légères. Poèmes de l’enfance (Canciones ligeras. Poemas de la infancia), su poema Trece años está dedicado a ese joven, aunque hay ambivalencia, no quedando claro si los trece años corresponden al poeta, a quien se dedica el poema o a ambos, tal y como sugiere Will.W.L.Ongric.
Jacques pasa la mayor parte del año en París, una parte del tiempo en internados, y el resto del tiempo con su familia, la cual, tras la muerte del padre, consiste en su madre y dos hermanas: Germaine (1884-1973) y Solange (1886-1942). Un cierto espíritu inconformista lo transforman en un escolar díscolo que se ve obligado a cambiar frecuentemente de colegio.
El abuelo de d'Adelswärd-Fersen había fundado la empresa acerera Longwy-Briey, que era lo suficientemente próspera como para convertir al nieto en extremadamente rico cuando heredó a los 22 años.
El joven Fersen duda entre seguir una carrera diplomática o entrar en política. No obstante, es asumiéndose netamente como escritor como encuentra la mayor estabilidad personal. Publica dos nuevas colecciones de poemas: Chansons Légères. Poèmes de l’enfance (1901), Ébauches et Débauches (1901),  L'Hymnaire d'Adonis (1902), Musique sur tes lèvres (1902) y la novela Notre-Dame des Mers Mortes (1902), resultado de una visita a Venecia.
Su obra demuestra que para esa época sus tendencias homosexuales se hacen evidentes y así aparece expresado sutilmente en sus poemas. Mientras tanto, Jacques se ha convertido en un visitante estimado en los salones literarios de París, donde las mujeres, buscando un flirteo casual o a la caza de un hijo o de un yerno ideal, alaban a jóvenes prometedores, todos los cuales tenían en común ser un dandy, joven y rico, en la mayoría de los casos sin haber leído una letra de sus obras.

### El juicio
En 1903 se le acusó de realizar misas negras en su casa de la Avenue de Friedland nº 18. Supuestamente, estas fiestas orgiásticas eran visitadas por escolares parisinos e incluían actos de carácter sexual entre los jóvenes y el barón. Fue acusado de comportamiento indecente con menores y condenado a seis meses de prisión, una multa de 50 francos y la pérdida de sus derechos civiles durante 5 años.
El escándalo tuvo similitudes con el juicio de Oscar Wilde en 1895, que también sufrió una degradación social tras el juicio público que lo condenó por «indecencia mayor con otras personas masculinas». Quizás d'Adelswärd-Fersen tuvo la suerte de que otras figuras notables de la alta sociedad parisina asistían a las fiestas, por lo que el tribunal tuvo que abandonar algunas acusaciones para minimizar el impacto del escándalo.

### El exilio en Capri

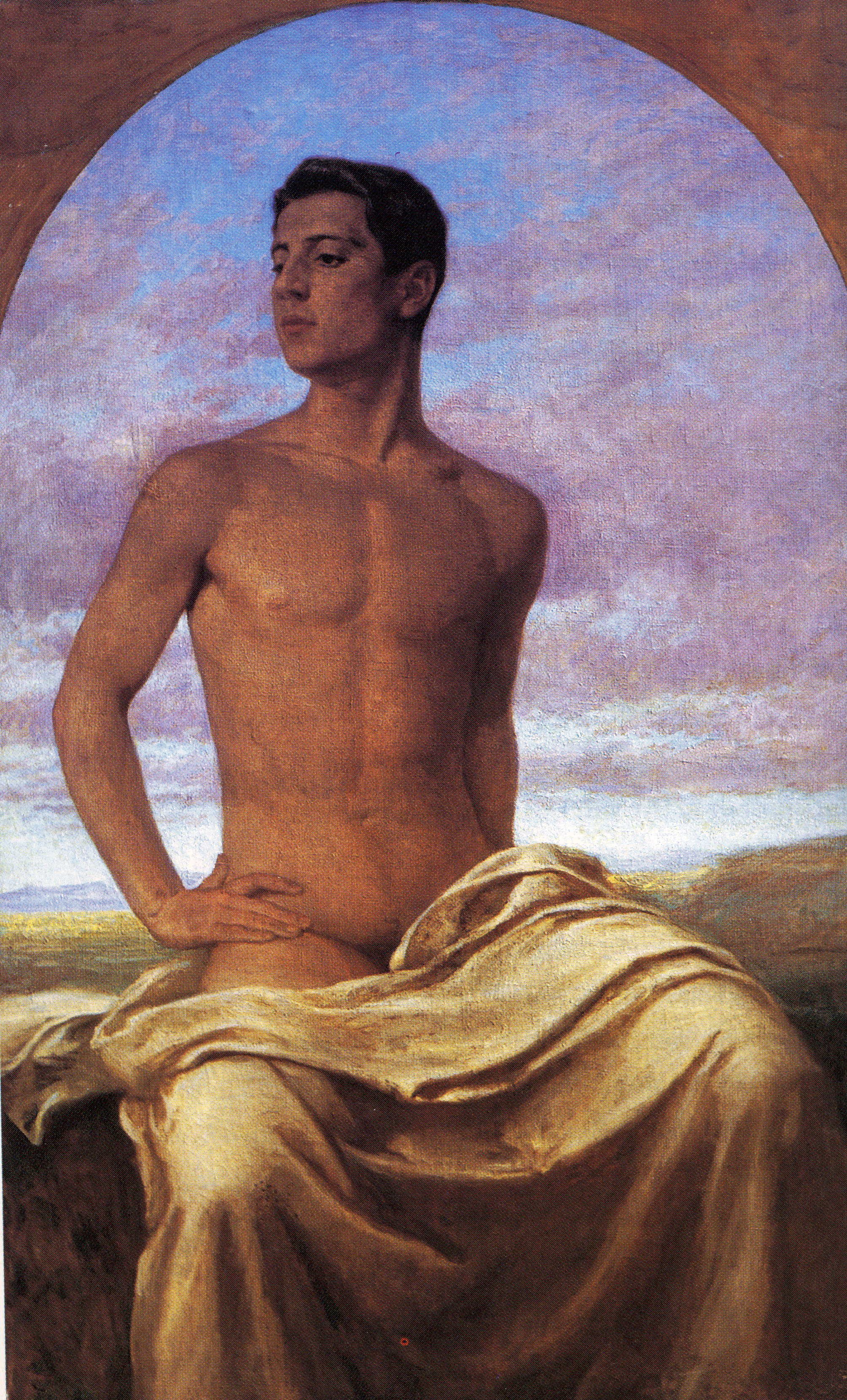
Nino Cesarini, amante de Adelswärd-Fersen, pintado por Paul Hoecker.1908. Óleo sobre lienzo, 156x98 cm. Colección privada.

Tras salir de la cárcel en Francia, como tantos otros artistas y miembros de la nobleza de la época con problemas similares en sus países de origen, d'Adelswärd-Fersen decide refugiarse en Italia. Elige la isla de Capri –lugar que ya conocía por haberla visitado durante su adolescencia- y allí decide construir la que sería su residencia. Para ello compró un terreno en lo alto de una colina en el extremo nordeste de la isla, cerca de donde el emperador romano Tiberio había construido su Villa Jovis dos milenios antes. Su casa, llamada inicialmente Gloriette, fue llamada finalmente Villa Lysis (más tarde llamada a veces simplemente Villa Fersen) en referencia al diálogo socrático Lisis sobre la amistad y el amor homosexual.
Según Roger Peyreffite, el 9 de julio de 1904 Jacques d’Adelswärd-Fersen conoció en Roma a Nino Cesarini, cuando este era un muchacho de catorce años, trabajador de la construcción y vendedor de periódicos. Prendado del joven, Fersen trata con su familia y obtiene autorización para tomarlo como su secretario y llevárselo con él a Capri. El joven mantendría una relación afectiva con el Barón que duraría (al final transformada en amistad) durante toda su vida.
Durante su permanencia en la isla todo visitante elegante que llega a Capri se siente obligado a visitar Villa Lysis y al barón, desde el escritor británico Norman Douglas (1868 – 1952), la arqueóloga italiana Ersilia Caetani Lovatelli (1840-1925), al poeta Gilbert Clavel, la marquesa Casati Stampa, la poeta Ada Negri (1870-1945), la pianista Renata Borgatti (1894-1964), el pintor Charles Caryl Coleman (1840-1928) y tantos otros. Objeto de la curiosidad general era Nino Cesarini, por su apostura. Varios pintores, como Umberto Brunelleschi (1879-1949), pintor italiano, o el pintor alemán Paul Höcker (1854-1910) -a la sazón también exiliado en Italia por motivos similares a los de Fersen-, lo inmortalizan, con lo que sus cuadros embellecían las estancias de la villa. Fersen encargó una estatua de Nino en bronce al afamado escultor Francesco Jerace (1854-1937), la cual posteriormente sería colocada en el jardín, frente a las escalinatas de la entrada. Asimismo hizo que el fotógrafo Wilhelm von Plüschow fotografiase al muchacho desnudo en lugares reconocibles de la villa.
Ada Negri, poeta y escritora italiana que había visitado la villa, en un artículo publicado en 1923 en el periódico L’Ambrosiano, al poco de la muerte del barón, la describió,  diciendo que en ella:
[...] todo era muy bello, incluyendo a Nino, el secretario de perfil de medalla, con la mirada intensa de quien tiene ojos profundamente negros, coronados por cejas bien perfiladas; y su patrón, un caballero de raza, cortés, de gran elegancia, que hablaba el más perfecto francés y leía versos como ningún otro.
Fersen y su villa terminarían adquiriendo mala fama entre los habitantes populares de la isla, tal y como se desprende del siguiente comentario –recogido en su autobiografía- de Giorgio Amendola (1907-1980), futuro líder del Partido Comunista Italiano (PCI) que estuvo en Capri en 1918, cuando tenía once años: Había zonas prohibidas [en la isla] donde se suponía que no debíamos poner los pies. Por ejemplo, nos dijeron que nunca debíamos aproximarnos a la villa blanca cercana al [Monte] Tiberio, porque…  allí pasaban cosas malas. Más tarde entendí que se referían a Fersen y a sus extrañas amistades.
Para ese momento Jacques d’Adelswärd-Fersen se encontraba en una fase de gran dependencia del opio, droga de la que llegaba a fumarse más de treinta pipas diarias, según afirma Peyrefitte en su novela (para ese fin en la Villa Lysis había construido una habitación especial, un fumadero, llamada la Habitación China).

### Nueva expulsión de Italia y últimos años de su vida
En 1909, Fersen se vería obligado a abandonar Capri. Todo fue motivado por una fiesta que organizó para celebrar el vigésimo cumpleaños de Nino. Para ello el barón inventó una parodia, un pequeño ritual teatral, con ropajes de soldados, esclavos y emperadores romanos, que celebró una noche, alumbrados por antorchas, en la gruta Matermania. Peyrefitte describe minuciosamente los veinte latigazos con los que los jóvenes criados cingaleses de Villa Lysis, ataviados de esclavos, flagelan las desnudas nalgas de Nino al anochecer. Una isleña que paseaba por la zona no solo no comprendió lo que allí se estaba representando, sino que informó a su padre, quien hizo una denuncia oficial por violación de la decencia pública. Las autoridades locales, temiendo un nuevo escándalo asociado a Adelswärd en la prensa, similar al famoso escándalo Krupp de 1902, lo obligaron a abandonar la isla.
Fersen se refugiaría en Niza, en donde se le uniría Nino tras finalizar su servicio militar, con el que emprendería un nuevo viaje por el extremo oriente. Bajo el punto de vista literario, en este periodo de retorno a Francia, el barón se concentró en el proyecto de la revista Akademos.
En 1914, Fersen obtiene permiso para regresar a Capri, lo que hace entusiasmado. Ese mismo año Nino es movilizado para combatir en la Primera Guerra Mundial, donde es herido, por lo que debe ser hospitalizado en Milán. Mientras tanto, Fersen se adentra cada vez más en su dependencia del opio, hasta el punto de que sus colaboraciones en el periódico Il Mattino las firmaba con el pseudónimo de Opiarium y su última obra publicada Hei Hsiang: Le perfum noir (1921) está casi enteramente dedicada al opio.
Según Ongric, en 1920 conoce a un adolescente llamado Corrado Annielli (1905-1984), con el que mantendría una relación afectiva durante aquellos últimos meses de su vida. Nino, para entonces continuaba a su lado, pero simplemente como amigo y secretario.
Gravemente enfermo, Jacques d'Adelswärd-Fersen moriría, a la edad de 43 años, el 5 de noviembre de 1923 de una sobredosis de cocaína disuelta en una copa de champagne. Hay autores que sugieren que pudo tratarse de un suicidio, aunque no ha existido unanimidad en esa explicación. El certificado de defunción asegura que la causa del fallecimiento fue un ataque cardiaco, lo que no es incompatible con una sobredosis de cocaína tomada voluntariamente.

## La obra

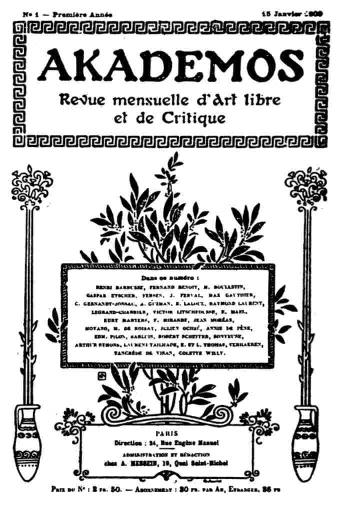
Revista Akademos.

La obra literaria de Fersen nunca fue traducida al español. Según un trabajo de Rafael García Pérez y Cécile Barraud Resulta sorprendente que su nombre [el de Adelswärd-Fersen] apenas tenga cabida en las historias de la literatura o enciclopedias publicadas hasta la fecha; pero más aún que los propios especialistas del periodo lo omitan con frecuencia en sus trabajos, a pesar de la ola reivindicativa que, desde hace algunos años, ha levantado la crítica literaria y que ha servido para rescatar del olvido a autores marginales de muy diversa condición. A todo esto hay que añadir que sus libros no han vuelto a publicarse, al menos, desde los años veinte y que las antiguas ediciones son especialmente difíciles de encontrar.
Sus dos obras más importantes fueron la novela Lord Lyllian y su aventura como editor de la revista literaria “Akademos”.

### Lord Lyllian
Lord Lyllian, publicado en 1905, es una de las novelas de d'Adelswärd-Fersen, quizás una de sus obras más importantes. En ella satiriza el escándalo sufrido en París, con toques del asunto de Oscar Wilde.
El héroe, Lord Lyllian, parte en una salvaje odisea de libertinaje sexual, es seducido por un personaje que se parece extremadamente a Oscar Wilde, se enamora de chicas y chicos y finalmente es asesinado por un chico. El escándalo público provocado por las misas negras también está caricaturizado. La obra es una audaz mezcla de realidad y ficción que incluye cuatro personajes que son alter ego del propio d'Adelswärd-Fersen.

### Akademos
Akademos. Revue Mensuelle d'Art Libre et de Critique (Akademos. Revista mensual de arte libre y crítico) fue el corto intento de d'Adelswärd-Fersen de promocionar la pederastia con una revista mensual. Fue la primera revista de su género que fue publicada en lengua francesa. Su temática era similar a la revista alemana Der Eigene, publicada entre 1896 y 1931 por Adolf Brand. Esto no es una coincidencia, ya que d'Adelswärd-Fersen había estudiado las publicaciones alemanas que intentaban promocionar la aceptación social de la homosexualidad antes de lanzar Akademos. También mantenía correspondencia tanto con Magnus Hirschfeld como con Brand.
Akademos solo duró un año - hubo doce ediciones mensuales. Se cree que la razón para que se dejara de publicar fue que era demasiado cara para el barón. Sin embargo, otros factores como la presión generada por la actitud hostil de la sociedad y la prensa no pueden ser descartados. Aun así, los números que salieron a la venta contenían colaboraciones de autores importantes como Xavier-Marcel Boulestin, Colette, Georges Eekhoud, Achille Essebac, Claude Farrère, Jean Ferval, Anatole France, Filippo Tommaso Marinetti, Joséphin Péladan y Laurent Tailhade.

### Relación de obras[12]
- 1898 - Conte d'amour. (Genève).
- 1901 - Chansons Légères. Poèmes de l'enfance. Paris: Léon Vanier).
- 1901 - Ébauches et Débauches. (Paris: Léon Vanier).
- 1902 - L'Hymnaire d'Adonis, à la façon de M. le Marquis de Sade. Paganismes. (Paris: Léon Vanier)[13]
- 1902 - Musique sur tes lèvres. (Paris: Albert Messein)
- 1902 - Notre-Dame des Mers Mortes (Venise). (Paris: P. Sevin et E. Rey).
- 1903 - Les Cortèges qui sont passés. (Paris: Léon Vanier/Albert Messein)
- 1904 - L'Amour enseveli. Poèmes. (Paris: Léon Vanier/Albert Messein).
- 1905 - Lord Lyllian. Messes Noires. (Paris: Léon Vanier/Albert Messein
- 1906 - Le Danseur aux Caresses. (Paris: Léon Vanier/Albert Messein).
- 1906 - Le Poison dans les fleurs. (Paris: Léon Vanier/Albert Messein).
- 1907 - Ainsi chantait Marsyas…. Poèmes. (Florence and Paris: Léon Vanier/Albert Messein).
- 1907-  Une Jeunesse/Le Baiser de Narcisse. (Paris: Léon Vanier/Albert Messein)
- 1909 - Et le feu s'éteignit sur la mer… (Paris: Léon Vanier/Albert Messein/Édition de la Revue»Akademos«).
- 1911 - Paradinya. (Paris: Édition de Pan)
- 1912 - Le Baiser de Narcisse. (Reims: L. Michaud).
- 1912 - Le Sourire aux yeux fermés. (Paris: Librairie Ambert).
- 1913 - Choix de poèmes 1901-1913. (Paris: Léon Vanier/Albert Messein).
- 1913 - L'Essor vierge. (Paris: Librairie Ambert).
- 1913 - Ode à la Terre Promise. (Paris: Collection de Pan).
- 1921 - Hei Hsiang. Le parfum noir. (Paris: Albert Messein).

## Traducciones
Y el fuego se extinguió en el mar... Editorial Lasmigastambiensonpan, Colección Piedras en los bolsillos, 2019. ISBN 978-84-948873-1-4
Biografías
- Norman Douglas: Looking Back, 1933
- Wolfram Setz [ed.]: Jacques d'Adelswärd-Fersen – Dandy und Poet. Bibliothek Rosa Winkel, 2006. ISBN 3-935596-38-3
- Gianpaolo Furgiuele,Jacques d'Adelswärd-Fersen - Persona non grata, Lille-Paris, Ed. Laborintus, 2015 ISBN 979-10-94464-06-9

## Ficcionalizado
- Edwin Cerio: 'Il Marchese di Pommery', h. 1927
- Alfred Jarry: La Chandelle verte, 1969
- Compton Mackenzie: Vestal Fire, 1927
- Xavier Mayne: 'Out of the Sun', 1913
- Roger Peyrefitte: L'Exilé de Capri, 1959

## Cine
- Capri – Musik die sich entfernt, oder: Die seltsame Reise des Cyrill K. Archivado el 29 de octubre de 2006 en Wayback Machine., 1983. — película hecha para la televisión, dirigida por Ferry Radax para el canal alemán WDR que incluye a d'Adelswärd-Fersen, Nino Cesarini y muchas otras celebridades de Capri.